# Wołchow Most (przystanek kolejowy)
Wołchow Most (ros. Волхов Мост) – przystanek kolejowy w miejscowości Wołchow Most, w rejonie czudowskim, w obwodzie nowogrodzkim, w Rosji. Położony jest na linii Petersburg – Moskwa, w pobliżu mostu nad Wołchowem.

## Historia
Stacja kolejowa Wołchowo powstała w czasach carskich na Kolei Mikołajewskiej, pomiędzy stacjami Czudowo i Griady. Zlikwidowana w latach 50. XX w. i po kilku latach otworzona ponownie jako przystanek pod obecną nazwą.